# Битва при Никополе (1798)
Би́тва при Нико́поле 1798 го́да — битва Войны второй коалиции, произошедшая среди руин древнего города Никополь 23 октября 1798 года между войсками Первой Французской республики, местными греческими ополченцами и сулиотами под командованием Жан-Жака Бернардена Коло де ла Сальсетта с одной стороны и албанскими войсками Янинского пашалыка Османской империи под командованием Али-паши Тепеленского с другой стороны.
После падения Венецианской республики в 1797 году французы захватили Ионические острова, последние венецианские колонии в Греции. Помимо островов, французы также получили несколько венецианских эксклавов на материковой Греции, таких как Бутринти, Превеза и другие. Тем временем правитель Янинского пашалыка Али-паша Тепеленский, который находился под вассалитетом Османской империи, занимался расширением своих владений, и также хотел получить контроль над этими эксклавами. Попытки французов привлечь Али на свою сторону провалились, а когда Османская империя объявила войну против Франции, Али атаковал французские позиции в Превезе, включая руины древнего города Никополь. Битва завершилась поражением французов и занятием, а затем разграблением Превезы албанцами.

## Предыстория

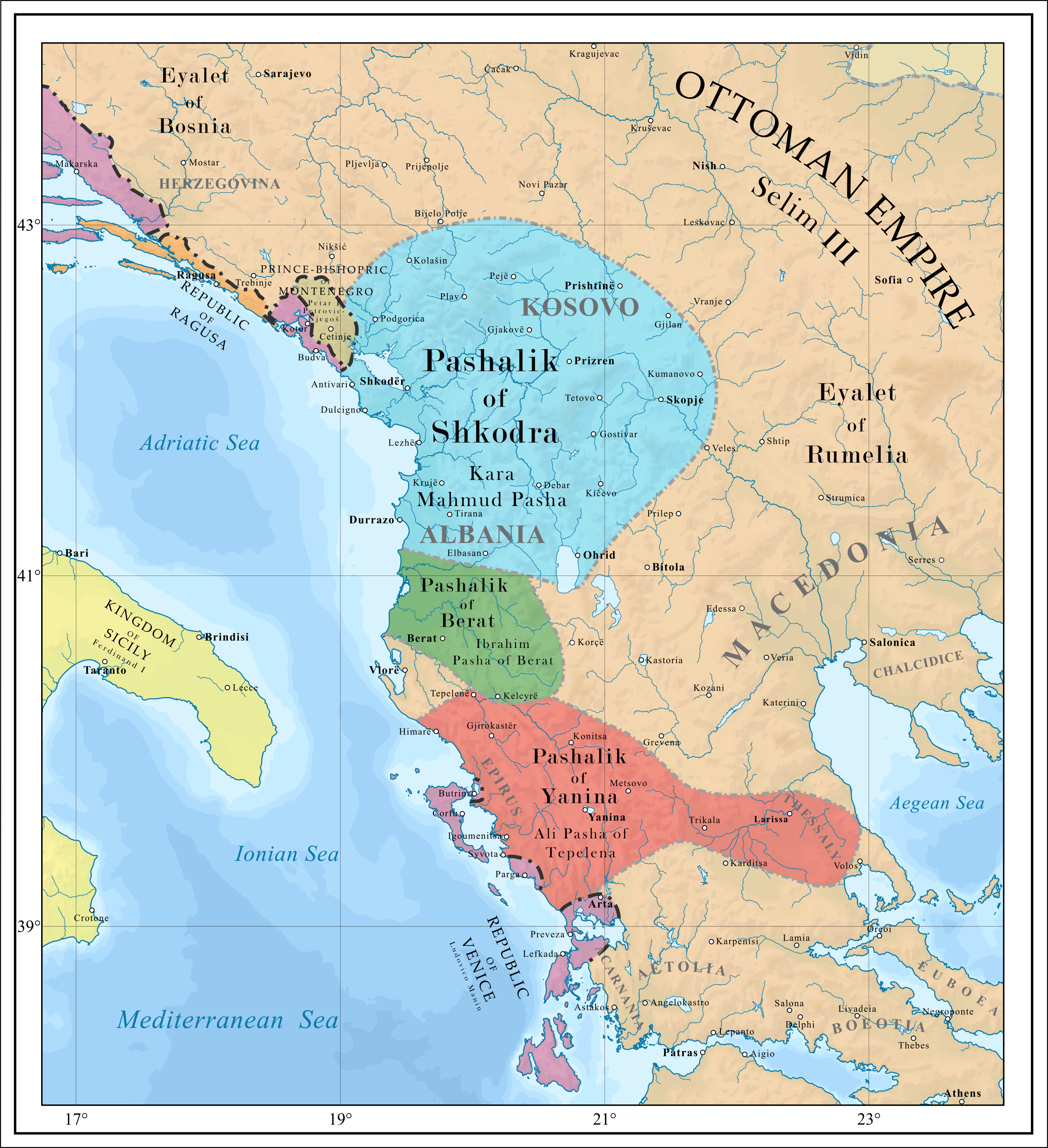
Юго-западная часть Балканского полуострова на карте 1790—1795 годов:
Янинский пашалык (вассал Османской империи)
Венецианские Ионические острова (включая несколько эксклавов на материковой Греции)

К концу XVIII века Ионические острова (Керкира, Закинф, Кефалиния, Лефкас, Итака и Китира) вместе с несколькими эксклавами на материковой части Греции, а именно городами Парга, Превеза, Арта, Воница и Бутринти оставались единственными заморскими владениями некогда могущественной Венецианской республики в Греции. В 1797 году войска Первой Французской республики под командованием Наполеона Бонапарта положили конец Венецианской республике. Французские войска под командованием дивизионного генерала Антуана Джентили высадились на островах в июне, и по Кампо-Формийскому миру от 17 октября 1797 года острова были присоединены к Франции в качестве департаментов.
Главной внешней проблемой новой французской администрации стали её взаимоотношения с важнейшим соседом, могущественным и амбициозным Али-пашой Тепеленским, албанским правителем Янинского пашалыка, который охватывал большую часть территории Албании и Греции и находился под вассальной зависимостью Османской империи. Обе стороны изначально стремились к хорошим отношениям: Джентили лично встречался с Али в Бутринти во время его поездки по островам, а французские послы были частыми гостями при его дворе в Янине. Али сумел убедить французов в своих добрых намерениях, осыпая их почестями и обеспечивая продовольствием (и даже изображая интерес к якобинским идеалам), но французы всё равно отказывались выполнять его главную просьбу, а именно уступить ему эксклавы на материковой Греции. С другой стороны, французам также не удалось убедить Али открыто вступить против султана, а вторжение Наполеона в Египет вызвало у Али глубокую обеспокоенность по поводу конечных замыслов Франции. В то время как французские власти на Ионических островах верили в дружбу Али и считали, что его владения защищают их от нападения сил султана, Али после периода уклонений решил встать на сторону султана, особенно после известия о поражении французов при Абукире.
В июле 1798 года Османская империя заключила антифранцузский союз с Российской империей. После объявления войны Франции совместный османско-российский флот отплыл к Ионическим островам. Тем временем Али мобилизовал своих людей вокруг Бутринти и отправил письма французскому губернатору с требованием уступки ему не только эксклавов, но и самого Корфу, на что губернатор ответил отказом. После этого войска Али двинулись к Бутринти и 25 октября, после недели тяжёлых боёв, захватили его. Французы взорвали укрепления и эвакуировались на Корфу вместе с греческими жителями города и его окрестностей. Затем Али обратился к Превезе и 22 октября предстал перед городом в сопровождении своего старшего сына Мухтар-паши. Он разбил лагерь на холме Михалици, вероятно, возле памятника Августу, откуда открывался хороший вид на поле битвы.

## Расстановка сил

### Французы
Французскими войсками в Превезе командовал бригадный генерал Жан-Жак Бернарден Коло де ла Сальсетт. Их точное число неясно: по некоторым источникам, их число оценивается от 300 до 600 человек, но по наиболее достоверным данным — от 380 до 460. Их дополняли местные греческие ополченцы, а также некоторые сулиоты, численность которых также неясна: оценивается от 260 до 600. Наиболее достоверные данные о численности французов, исходящие от офицера французской армии Жозефа Пьера Беллера, дают 381 солдат из 6-й и 79-й полубригад (полков), 41 сапёра и 18 артиллеристов; а также 200 ополченцев и 60 сулиотов. Сулиоты находились под командованием Христакиса Калогероса и включали в свои ряды молодого Христофора Перревоса, будущего генерал-майора Греческой революции.

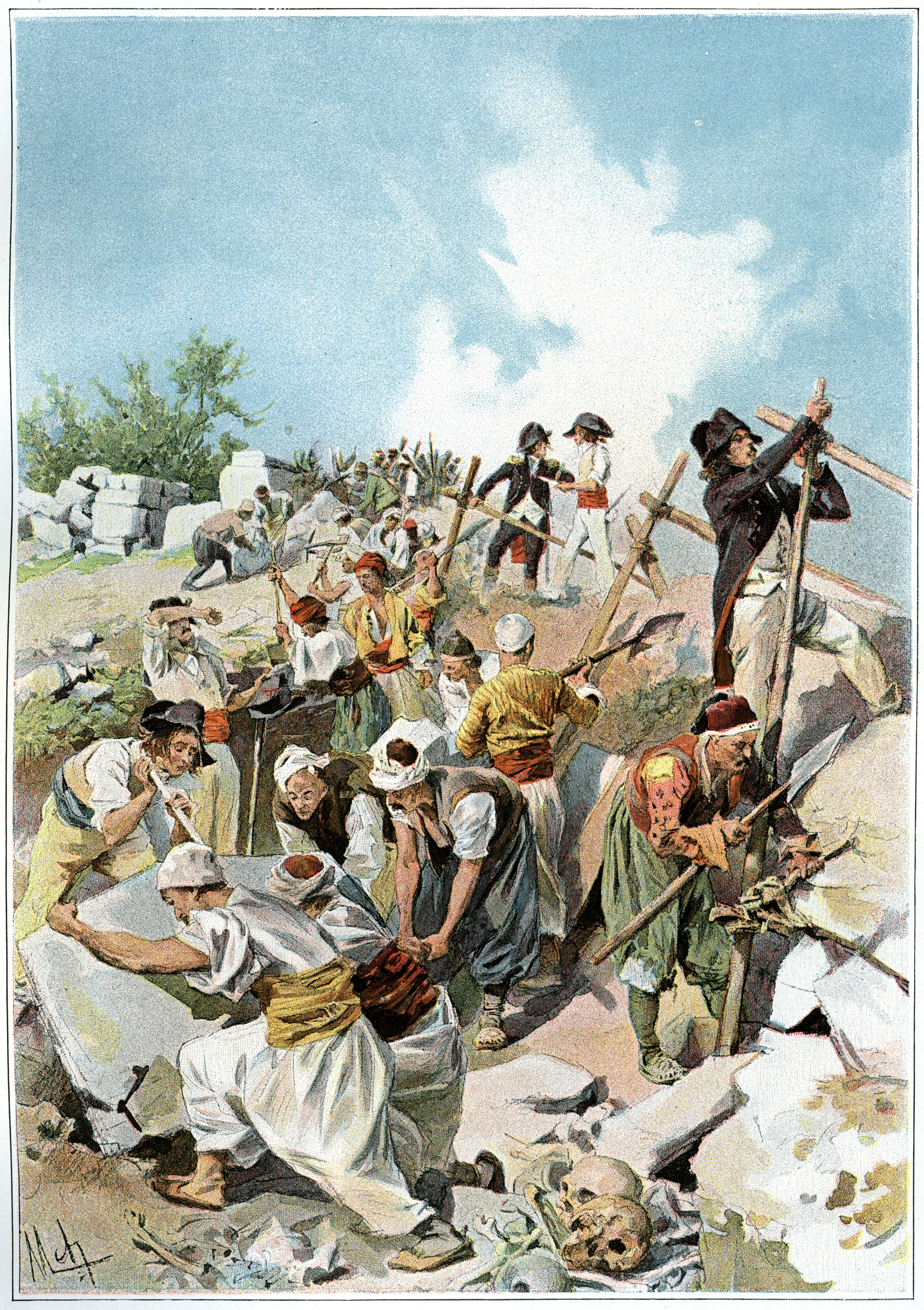
Французские солдаты и местные рабочие роют траншею к северу от стен Никополя

Укрепления Превезы ограничивались замком Святого Андрея в центре города. Замок был построен османами в начале XVIII века, и к 1798 году его размеры сократились вдвое, а сам он находился в очень плохом состоянии. А также его невозможно было защитить, поскольку близлежащие дома были выше его стен. Когда французы заняли город, они обнаружили на месте только 12 славянских наёмников и 3 орудия. Предвидя нападение, французы начали строить полевые укрепления на перешейке, ведущем к Превезе, на месте древнего города Никополь. Работами руководил инженер-капитан Луи-Огюст Камю де Ричмонд, и выполнялись местным населением, а также французскими войсками и их вспомогательными силами. Всего за две недели французы возвели на двух небольших холмах два квадратных артиллерийских редута. Левый редут, обращённый к Ионическому морю, вероятно, был больше и был выбран ла Сальсеттом в качестве командного пункта. Он был оснащён тремя старыми венецианскими трехфунтовками, а в качестве резерва там размещался отряд из 80 человек. Правый редут, обращённый к Амбракийскому заливу, находился под командованием Ричмонда и имел два орудия того же венецианского образца. По словам Ричмонда, он находился на вершине древнего тумулуса. Были предусмотрены дальнейшие укрепления в виде частоколов и траншей, но неясно, насколько они были завершены; вполне вероятно, что к моменту сражения французы располагались в 5 прерывистых траншеях. Этой центральной частью французского фронта, вероятно, командовал шеф де бригад Жан Батист Хотт, и в неё входили сулиоты под командованием Калогероса.

### Албанцы
Численность армии Али-паши также неизвестна: по оценкам, она насчитывала от 4000 до более чем 20 000 человек, а по словам участвовавших в сражении французских солдат — от 10 000 до 15 000 человек. При этом большинство источников ссылаются на 11 000 человек. Другие историки приводят более подробную информацию о 4000 пехотинцев и 3000 кавалеристов.

## Ход битвы

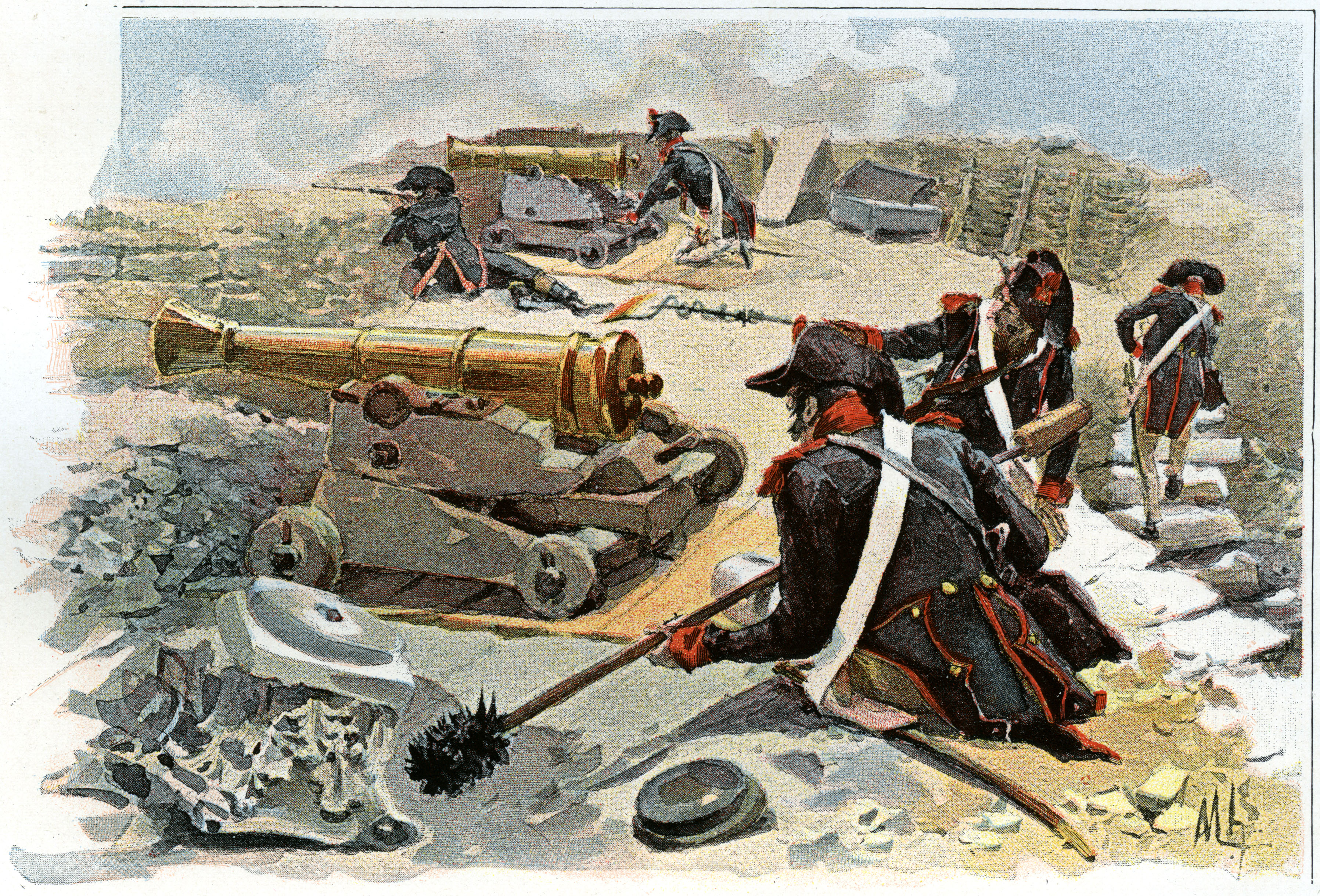
Французские орудия на правом редуте

Ход последующего сражения также не совсем ясен, поскольку свидетельства очевидцев и третьих рук дают в лучшем случае частичную картину события. Согласно реконструкции американского историка Джеймса Керлина, уже в полночь 22/23 октября албанцы под громкие крики открыли огонь. Ла Сальсетт и Ричмонд покинули свои квартиры в Превезе и направились к укреплениям, чтобы принять на себя командование. 50 французских солдат были оставлены в Превезе под командованием капитана Блана для поддержания порядка в городе, а ещё 50 были размещены за пределами города под командованием капитана Жан-Мари Тиссо в качестве арьергарда и прикрытия отступления французов. Правый фланг центра французов был передан местным греческим ополченцам под командованием Паноса Царлабаса. Вскоре после этого первую атаку предприняли 500 албанцев под командованием Мухтар-паши. Либо тогда, либо незадолго до этого Кристакис Калогерос, Перрайвос и 70 ополченцев покинули французские позиции и направились к берегу, откуда на лодках скрылись на Ионических островах.

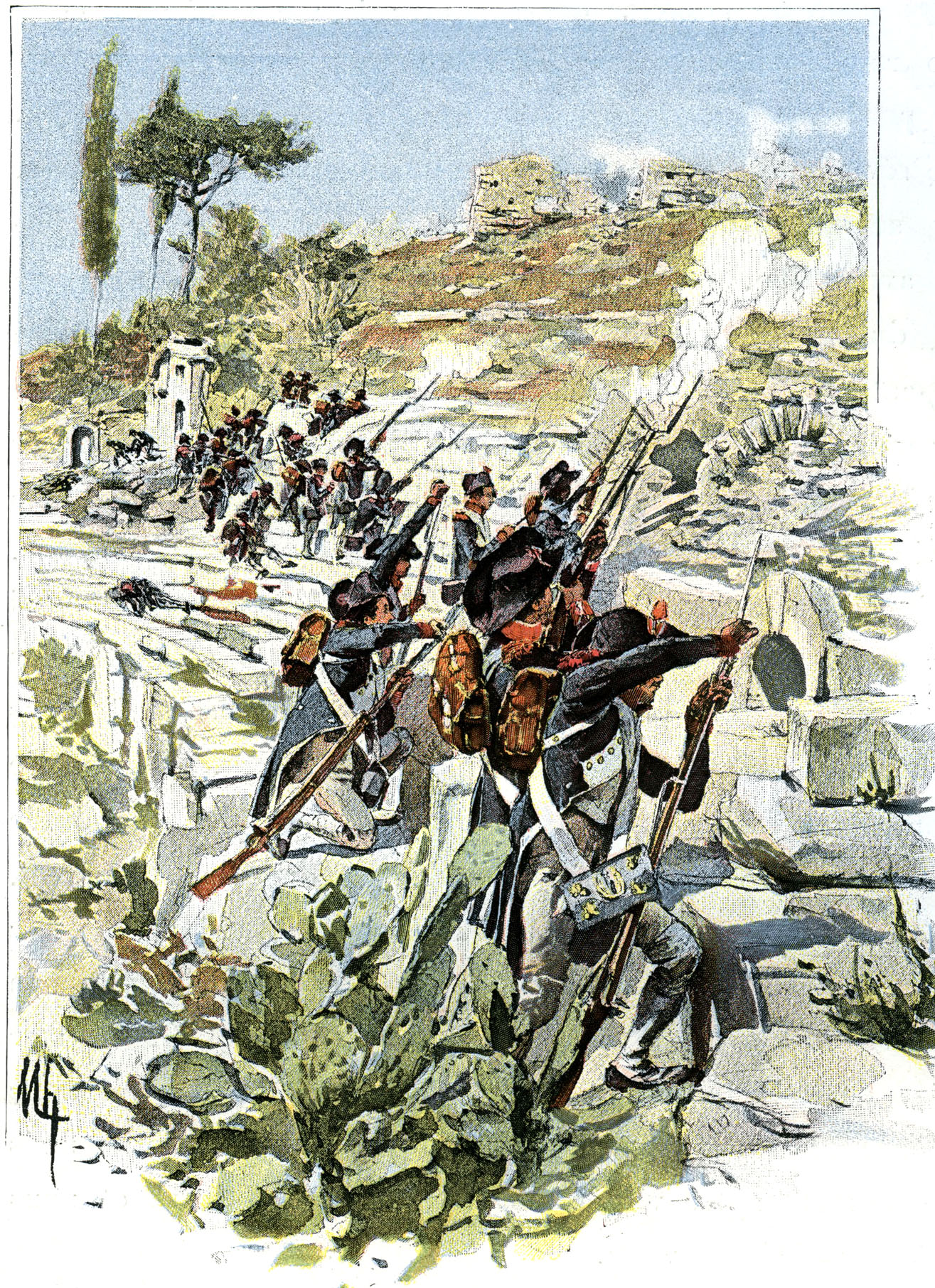
Французские войска сражаются среди руин древнего амфитеатра в Никополе

Стрельба возобновилась около 03:00 и спорадически продолжалась до рассвета, когда две французские гренадерские роты контратаковали и отбросили албанцев обратно к руинам амфитеатра в Никополе. После того, как командир роты был убит, албанцы воспользовались замешательством на французских позициях, чтобы снова отбросить их. Обеспокоенный тем, что его люди были рассредоточены слишком тонко, ла Сальсетт приказал своим людям вернуться на исходные позиции, но выполнение этого манёвра не удалось из-за пересечённой местности и давления албанцев. Около 08:00 Али-паша направил большую часть своей армии против французов. Последние продержались пару часов, но атака албанской кавалерии прорвала их позиции, и бой перешёл в рукопашный бой.
Ополченцы, удерживавшие центр, выстроившись в две шеренги при поддержке французской артиллерии, нанесли албанцам тяжёлые потери, но после того, как несколько их офицеров разбежались, они тоже впали в беспорядок. В результате правый редут был окружён и захвачен. Пытаясь достичь левого редута, который всё ещё сопротивлялся, Ричмонд после серии боёв был взят в плен. Пока левый редут ещё вёл бой, падение правой части французской линии открыло путь к Превезе, и туда направилась масса албанских солдат. Через некоторое время пал и левый редут, а ла Сальсетт попал в плен. Тиссо с 80 людьми пытался спасти своего командира. Двигаясь на скорости через руины Никополя, они отбивали атаки вражеской кавалерии, но в конечном итоге были остановлены албанской пехотой и вынуждены медленно отступать, нанося урон преследующим албанцам. На крайнем правом фланге французов Царлабас и его ополченцы при поддержке сулиотов под командованием клефта Захаракиса, всё ещё сопротивлялись, пока в полдень албанцы не отказались сражаться с ними и отрядом Тиссо и не двинулись на захват Превезы.
Замок Святого Андрея был захвачен довольно быстро. Услышав, что Превеза попала под контроль албанцев, Тиссо и его люди в конце концов пробились в город. Они направились к резиденции местного французского консула Пьера-Жерома Дюпре, где в течение нескольких часов удерживали позиции, отражая неоднократные нападения, стоя спиной к морю. Они надеялись на помощь канонерской лодки «Ла Фример», стоявшей на якоре у Превезы, но капитан корабля, получив ложное известие о том, что все французы погибли в бою, отплыл и ушёл на глазах у людей Тиссо. Тем не менее отряд Тиссо продолжал сопротивление, позволив многим мирным жителям Превезы бежать по морю, пока, наконец, измученные и без боеприпасов люди Тиссо не были схвачены албанцами около 15:30.

## Итоги

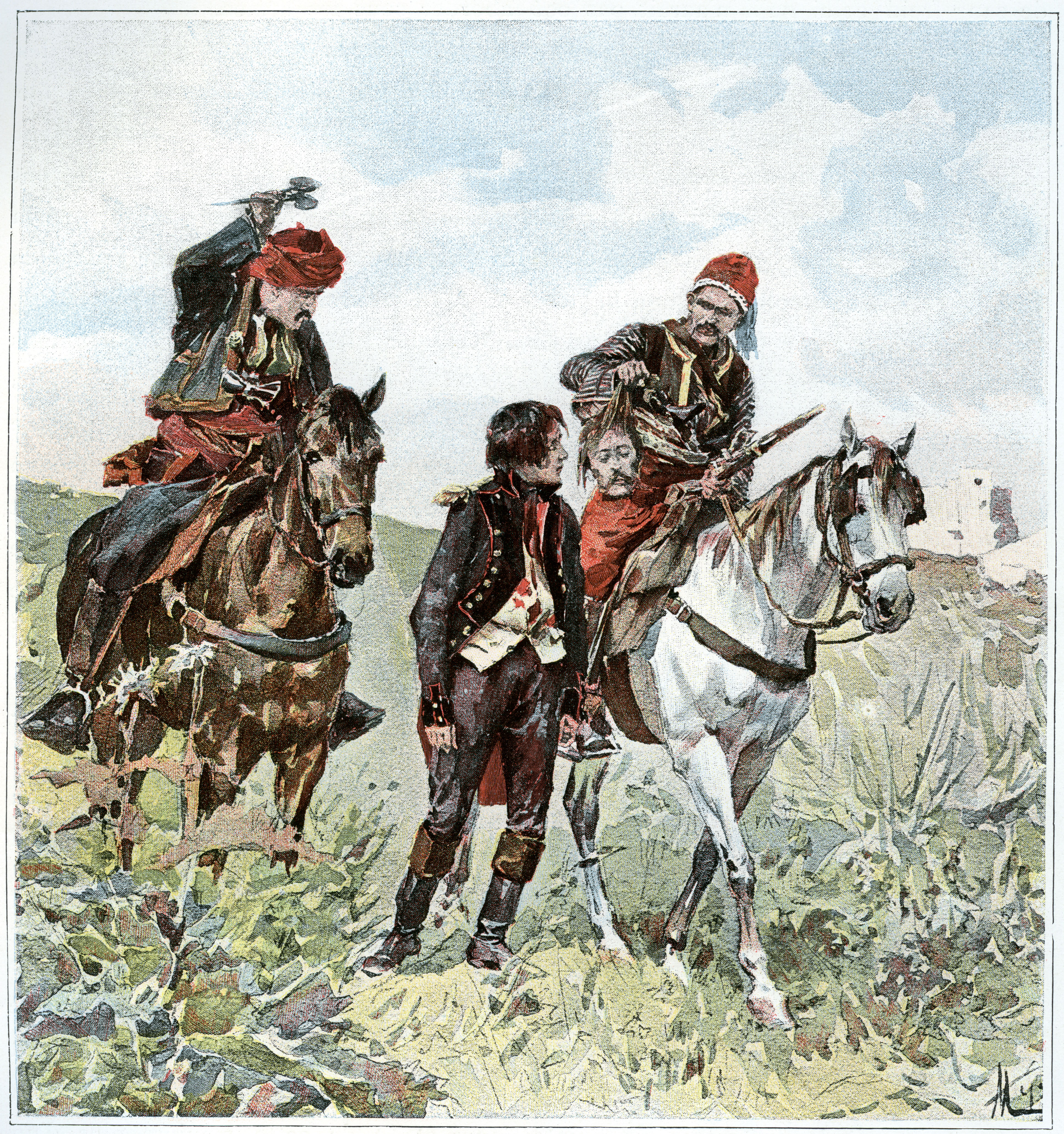
Албанские всадники демонстрируют французскому лейтенанту Ричмонду отрезанную голову французского солдата

Ла Сальсетт, 7 офицеров и 149 других чинов были взяты в плен. Их подвергли пыткам и выставляли напоказ по улицам Янины, а затем отправили в османскую столицу Константинополь (совр. Стамбул) в знак лояльности Али султану. Некоторые заключённые, в том числе ла Сальсетт, Ричмонд и Тиссо, позже были заключены в крепость Едикуле в Константинополе. Там они встретились с другими французскими пленными, в том числе с бывшим главным инженером Ионических островов Жозефом Секре Паскаль-Валлонгом и дипломатом и писателем Франсуа Пуквилем, который написал о битве на основе разговоров с этими очевидцами. Многие заключённые умерли в плену, остальные были освобождены в 1801 году.
После захвата Превезы Али публично казнил профранцузских жителей и поджёг город. Используя ничего не подозревающего митрополита Арты, Али затем заманил жителей Превезы, бежавших на мыс Акциум, вернуться, пообещав амнистию, но затем приказал обезглавить их. Вскоре после падения Превезы сдалась и Воница, и только Парге удалось противостоять силам Али. Превеза оставалась в руках Али до 2 апреля 1800 года, когда Ионические острова были преобразованы в русско-османский кондоминиум, а Превеза и другие захваченные эксклавы перешли под прямое управление Османской империи в соответствии с Константинопольским договором. С началом русско-турецкой войны 1806—1812 годов Али снова оккупировал город и передал его под управление своего среднего сына Вели-паши. Оккупация продолжалась до тех пор, пока Османская Порта не выступила против Али в 1820 году. Последний период османского правления длился с 1820 по 1912 год, когда Превеза была занята армией Греческого королевства во время Первой Балканской войны.

## Дальнейшее чтение
- Bellaire J. P. Précis des opérations générales de la division française du Levant (фр.). — Paris: Magimel, 1805. — 486 p.
- Ψιμούλη Βάσω Δ. Σούλι και Σουλιώτες (греч.). — 4η έκδ. — Αθήνα: Εστία, 2006. — 564 p. — (Ιστορία & Πολιτική). — ISBN 978-9-60051-207-6.